# Nina Pacari
Nina Pacari («Lumière de l'aube» en kichwa), aussi appelée Nina Pacari Vega Conejo, née María Estela Vega Conejo le 9 octobre 1960 près de Cotacachi (prov. d'Imbabura, Équateur) est une femme politique équatorienne, avocate de formation, militante de la cause des indigènes. Elle est la première indigène ministre en Équateur (ministre des affaires étrangères de Lucio Gutierrez, de janvier 2003 au 7 août 2003).

## Jeunesse
María Estela est l'ainée des onze enfants d'une modeste famille de commerçants vivant entourée de familles métis (et non pas dans une communauté
indigène comme la plupart des indiens Otavalos de la région). Maria Estela décide de poursuivre des études longues, ce qui est inhabituel pour une jeune-fille indigène à cette époque. C'est à l'Université Centrale de Quito qu'elle commence s'engager politiquement, en particulier dans un mouvement pour la revendication des racines indigènes et la pratique du kichwa, la langue traditionnelle des indiens des Andes équatoriennes. C'est dans ce contexte de réaffirmation culturelle que María Estela Vega Conejo, âgée de 24 ans, change de nom et devient Nina Pacari, «Feu de l'aube», ou «lumière de l'aube» en kichwa. Elle termine brillamment ses études, devenant la première femme indigène d'Équateur à obtenir un diplôme d'avocat.

## Parcours politique
Après la fin de ses études à Quito, Nina Pacari revient dans l'Imbabura et s'engage à la FICI (Fédération des Indigènes et Paysans d'Imbabura), puis auprès des indigènes de la province du Chimborazo, dans le centre du pays. En parallèle de ces activités régionales, elle milite au niveau national pour la reconnaissance du kichwa comme langue officielle de l'Équateur, au même titre que l'espagnol. À partir de 1989, Nina Pacari devient conseillère juridique de la CONAIE, et participe à l'organisation des grandes manifestations (paros) indigènes de 1990, première apparition du mouvement indigène comme une force politique importante nationalement. Elle fait partie de la commission de la CONAIE qui négocie avec le gouvernement lors de ce mouvement. Au cours des années 1990, la carrière politique de Nina Pacari se développe en parallèle de la montée en puissance du mouvement indigène équatorien : représentante de la province du Chimborazo dans l'Assemblée constituante de 1997, puis députée et vice-présidente de l'Assemblée Nationale à partir d'août 1998.
La CONAIE, et son bras politique le Pachakutik créé en 1996 continue à jouer un rôleessentiel dans la vie politique du pays, notamment en contribuant à la chute de deux Présidents, Abdalá Bucaram en 1997 puis Jamil Mahuad en 2000. À la suite du renversement de ce dernier, la CONAIE participe brièvement une junte de gouvernement rapidement renversée par l'armée (aux côtés de Lucio Gutierrez et Carlos Solorzano). En 2002, lorsque Lucio Gutierrez arrive au pouvoir par les urnes avec le soutien de la CONAIE, celle-ci obtient deux ministères : les Affaires étrangères pour Nina Pacari et l'Agriculture pour Luis Macas.

## Au gouvernement
Nina Pacari prend ses fonctions le 15 janvier 2003, mais des tensions se font jour entre la CONAIE et le président Gutierrez dès le mois de février : la CONAIE et le Pachakutik accusent le gouvernement et son ministre de l'économie, Mauricio Pozo, de mener une politique économique néolibérale en se pliant aux directives du FMI. La CONAIE et le Pachakutik dénoncent également la politique extérieure de l'Équateur, alignée selon eux sur les États-Unis (gouvernement de George W. Bush) et la Colombie (gouvernement d'Álvaro Uribe). Toutefois, le Pachakutik n'envisage pas à ce stade de quitter le gouvernement mais plutôt de renforcer les luttes sociales pour faire échec aux politiques qu'il dénonce, et en particulier obtenir la démission de Mauricio Pozo. Dans ce contexte, la marge de manœuvre de Luis Macas et Nina pacari au sein du gouvernement est très limitée, et ces deux ministres remettent leur démission le 7 août 2003 et la CONAIE annonce son retour dans l'opposition. La participation au gouvernement de Lucio Gutierrez est un échec pour le mouvement Pachakutik et la CONAIE, coupés de leur base sociale par cette expérience décevante, qui affaiblit durablement le mouvement indigène en Équateur.

## 2003-présent
Après la fin de sa participation au gouvernement et de son mandat de parlementaire en 2003, Nina Pacari devient membre du Forum permanent pour les peuples autochtones des Nations unies (de janvier 2005 à décembre 2007), enseigne le droit pénal et le droit indigène à l'université d'Ambato. Elle est également membre du conseil politique de la fédération indigène ECUARUNARI depuis 2004 et juge à la Cour constitutionnelle d'Équateur.

## Distinctions
Nina Pacari a reçu plusieurs distinctions pour ses actions de développement local au cours des années 1990 dans les cantons de Guamote et Otavalo, ainsi que dans la province du Tungurahua. Elle a également reçu les décorations et distinctions suivantes :
- Membre honoraire de l'Association des fonctionnaires et employés de l'institut équatorien de sécurité sociale, pour «son travail solidaire et désintéressé pour la défense de la sécurité sociale en Équateur», mars 2000
- Prix Dolores Cacuango pour la défense des droits des femmes, 2000
- Ordre de Antonio José de Irisarri, avec le grade de grand-croix Guatemala, mai 2003
- Ordre Ixmukane, du ministère de la culture du Guatemala, «en reconnaissance de sa carrière académique et politique et de ses apports pour le développement avec identité des peuples indigènes», juin 2003[1]